# Pernille Fischer Christensen
Pernille Fischer Christensen (sinh ngày 24.12.1969) là nữ đạo diễn phim người Đan Mạch.

## Cuộc đời và Sự nghiệp
Pernille là chị của diễn viên Stine Fischer Christensen. Năm 1993 Pernille vào học "Trường Cao đẳng điện ảnh châu Âu" (The European Film College) của Đan Mạch, nơi đây chị gặp và cộng tác với Nanna Arnfred. Năm 1999, chị tốt nghiệp Trường điện ảnh quốc gia Đan Mạch với phim "India", phim này sau đó đoạt giải thứ ba của Cinéfondation tại Liên hoan phim Cannes.. Sau khi ra trường, chị làm phim ngắn "Habibti My Love", đoạt giải Robert năm 2003 cho phim ngắn hay nhất.
Năm 2006 chị làm phim truyện đầu tay En Soap (tên tiếng Anh: A Soap) mô tả mối quan hệ giữa nữ chủ nhân một tiệm thẩm mỹ (do Trine Dyrholm đóng) và người chuyển giới tính (transsexueal) (do David Dencik đóng vai Veronica) sống ở tầng dưới.. Kịch bản phim do chị viết chung với Kim Fupz Aakeson. Phim này ra mắt ở Liên hoan phim Berlin và đoạt giải gấu bạc, giải thưởng lớn của ban giám khảo, và là phim truyện đầu tay đầu tiên đoạt giải này. Phim này sau đó cũng đoạt giải Bodil cho phim hay nhất. và được đề cử 15 giải Robert, nhưng chỉ đoạt 4 giải Robert (nam, nữ diễn viên, biên tập và hóa trang xuất sắc nhất)..
Phim truyện thứ hai của Pernille là Dancers cũng do chị và Kim Fupz Aakeson viết chung kịch bản. Phim do Trine Dyrholm, Anders W. Berthelsen và Birthe Neumann diễn xuất và được chiếu từ năm 2008. Tờ nhật báo Đan Mạch Information đã liệt kê phim Dancers là một trong 10 phim của năm 2008 được mong đợi nhất.
Phim mới nhất của chị, phim A Family nhằm tranh đua giải gấu vàng ở Liên hoan phim Berlin thứ 60 (năm 2010).. Ngày 19.2.2010 phim này đã đoạt giải của các nhà bình luận phim tại Liên hoan phim Berlin.

## Danh mục phim
Đạo diễn:
- A Family (2010)
- Dansen (2008) tức Dancers
- En Soap (2006) tức A Soap
- Habibti min elskede (2002) tức Habibti My Love
- Indien (1999)
- Pigen som var søster' (1997) tưc The Girl Named Sister

Người viết kịch bản phim:
- Dansen (2008) tức Dancers
- En Soap (2006) tức A Soap
- Habibti min elskede (2002) tức Habibti My Love
- Indien (1999)

Nữ diễn viên:
- Deb Blå munk (1998).... Den nye servitrice